# Cris Huerta
Crisanto Huerta Brieva (26 de enero de 1935 - 28 de noviembre de 2004), más conocido como Cris Huerta, fue un actor de cine portugués.

## Carrera
Nacido en Lisboa, Huerta creció en Madrid y estudió economía antes de iniciar su carrera como actor. Entre las décadas de 1960 y 1970 apareció en una gran cantidad de producciones cinematográficas de bajo presupuesto, alternando papeles protagónicos y de reparto. Durante su carrera actuó en más de cien películas, principalmente en el género del Spaghetti Western, interpretando principalmente personajes como bandidos mexicanos, cantineros y sórdidos hombres de negocios. A finales de la década de 1970 su presencia en la industria empezó a ser más escasa.

## Filmografía seleccionada
- Ursus (1961) - Luchador
- King of Kings (1961) - Rebelde judío
- A Nearly Decent Girl (1963) - Kronlick
- The Secret Seven (1963) - Gular
- The Secret of the Black Widow (1963) - Slim
- Los muertos no perdonan (1963) - Doctor
- Texas Ranger (1964) - Buck
- Massacre at Fort Grant (1964)[3] - Arthur
- Aventuras del Oeste (1965)[4] - Steve
- The Last Tomahawk (1965) - Soldado
- I quattro inesorabili (1966)[5] - Comisario
- Cotolay (1965)
- Seven Guns for the MacGregors (1966) - Crawford
- Django (1966) - Oficial mexicano
- The Diabolical Dr. Z (1966) - Dr. Kallman
- Navajo Joe (1966)[6] - El Gordo
- Residencia para espías (1966) - Willy
- Fantasia 3 (1966) - Otton
- The Desperate Ones (1967)
- Two Crosses at Danger Pass (1967)
- Bandidos (1967) - Vigonza
- More Than a Miracle (1967)
- Amor en el aire (1967)
- No somos de piedra (1968) - Miguel Dicazo
- Rose rosse per Angelica (1968) - Paul
- Los que tocan el piano (1968) - Prof. Sorenson
- Uno a uno sin piedad (1968)[7]
- ...e per tetto un cielo di stelle (1968)[8]
- La dinamita está servida (1968) - Tino
- Long-Play (1968) - Sacerdote
- White Comanche (1968)
- Una cuerda, un colt (1969)
- Sundance and the Kid (1969) - James 'Bad Jim' Williams[9]
- Urtain, el rey de la selva... o así (1969)
- Il corsaro (1970)
- Sartana Kills Them All (1970) - Smithy
- Arriva Sabata! (1970)[10] - Fuller
- The Magnificent Robin Hood (1970) - Little John
- Cannon for Cordoba (1970) - Oficial Cordoba
- La Lola, dicen que no vive sola (1970) - Don Federico
- The Wind's Fierce (1970) - Monje
- The Tigers of Mompracem (1970) - Giro Batol
- Reverend's Colt (1970) - Pat MacMurray
- Nights and Loves of Don Juan (1971)
- Black Beauty (1971) - Comisionado
- The Feast of Satan (1971) - Invitado del hotel
- A Town Called Hell (1971) - González
- Una chica casi decente (1971) - Director italiano
- Captain Apache (1971)
- Vamos a matar Sartana (1971)[11]
- Kill (1971) - Nico Bizanthios
- The Legend of Frenchie King (1971)
- Un colt por cuatro cirios (1971) - Oswald
- Simón, contamos contigo (1971) - Director del western
- Ben and Charlie (1972) - Banquero de San Diego
- His Name Was Holy Ghost (1972) - Carezza
- La liga no es cosa de hombres (1972) - Hans
- Escalofrío diabólico (1972) - Dr. Badman
- My Horse, My Gun, Your Widow (1972) - Grasco[12]
- Ninguno de los tres se llamaba Trinidad (1973) - Bud Wesley[13]
- Fat Brothers of Trinity (1973) - Bud
- Holy God, Here Comes the Passatore! (1973) - Domandone
- My Colt, Not Yours (1973) - Jefferson[12]
- Lo chiamavano Tresette... giocava sempre col morto (1973) - Banker McPherson[14]
- ...e così divennero i 3 supermen del West (1973) - Jake Patch[15]
- Tutti per uno... botte per tutti (1973) - Portland[15]
- Storia di karatè, pugni e fagioli (1973) - Buddy Piccolo
- Cebo para una adolescente (1974) - Onaindía
- El padrino y sus ahijadas (1974) - Salvatore
- Di Tresette ce n'è uno, tutti gli altri son nessuno (1974) - Paco
- Es knallt - und die Engel singen (1974) - Bud / Butch
- Con la música a otra parte (1974) - Pepito
- Chicas de alquiler (1974) - Señor
- Doctor, me gustan las mujeres, ¿es grave? (1974) - Guardia
- Dick Turpin (1974) - Conde de Belfort
- El último proceso en París (1974) - Dr. Laporte
- The White, the Yellow, and the Black (1975) - Robinson Watson 'Grasso'
- Das Tal der tanzenden Witwen (1975) - Robert Breidlinger[16]
- Tarzán y el tesoro Kawana (1975) - Christopher Malcolm
- Bienvenido, Mister Krif (1975)
- Los hijos de Scaramouche (1975) - Modisto
- El poder del deseo (1975) - Inspector
- El colegio de la muerte (1975)
- Imposible para una solterona (1976) - Juan
- Storia di arcieri, pugni e occhi neri (1976) - Friar Tuck
- Las delicias de los verdes años (1976) - Herculano
- Virilidad a la española (1977) - Marido secuestrador
- Impossible Love (1977) - Comandante
- Doña Perfecta (1977)
- 7 días de enero (1979) - Rubén
- Rocky Carambola (1979) - Jerry
- Die Brut des Bösen (1979) - Sumo
- Mieux vaut être riche et bien portant que fauché et mal foutu (1980)
- La guerra de los niños (1980) - Padre de Carlitos
- La patria del rata (1981)
- Una espía enamorada (1984)
- A Man Called Rage (1984) - Omar
- The Rogues (1987) - Il fabbro
- El aullido del diablo (1987) - Zacarías
- ¡No, hija, no! (1987) - Curro
- Amanece, que no es poco (1989) - Tirso
- Aquí huele a muerto... (¡pues yo no he sido!) (1990) - Vecino
- The Dumbfounded King (1991) - Capuchino
- El robobo de la jojoya (1991) - Prof. Bardenk
- Cautivos de la sombra (1994) - Perista
- La isla del diablo (1994) - Capitán Kraffa
- The City of Lost Children (1995) - Padre